# Niculae Sin
Niculae Sin (n. 14 aprilie 1949 decedat 22 noiembrie 2021) este un fost senator român în legislatura 2000-2004 ales în județul Giurgiu pe listele partidului PDSR care a devenit PSD în iunie 2001. Niculae Sin a fost membru în grupurile parlamentare de prietenie cu Regatul Thailanda și Republica Indonezia. Niculae Sin a inițiat 5 propuneri legislative din care 3 au fost promovate legi. 